# .com
.com ist eine generische Top-Level-Domain, die durch die Vergabestelle Verisign betrieben wird. Sie wurde am 1. Januar 1985 eingeführt und war damals primär für US-amerikanische Unternehmen bestimmt, hat diese enge Bedeutung aber durch die Dotcom-Blase verloren. Die Abkürzung com steht für die englischen Begriffe commercial oder commerce, zu Deutsch geschäftlich.
Mit 160,9 Millionen registrierten Domains (13. Dezember 2022) ist .com mit großem Abstand die weltweit meistgenutzte Top-Level-Domain.

## Eigenschaften
Da es heute keine Beschränkungen bei der Registrierung gibt, kann jede natürliche oder juristische Person Inhaber einer .com-Domain sein. Die Registrierung dauert in der Regel nur wenige Minuten. Eine Domain darf zwischen zwei und 63 Zeichen lang sein, die Verwendung deutscher Umlaute nach dem IDN-Standard ist möglich. Es werden auch die Symbole vieler weiterer Sprachen unterstützt (z. B. Kyrillisch, Hebräisch, Arabisch und Chinesisch), allerdings dürfen die verschiedenen Zeichensätze nicht gemischt werden. Früher wurden Registrierungen auch für .com-Domains mit nur einem Zeichen angenommen; die aktuell gültigen Vergabebedingungen lassen das nicht mehr zu.

## Bedeutung
Die erste jemals vergebene .com-Domain war symbolics.com für das US-amerikanische Unternehmen Symbolics. Aufgrund ihrer frühen Bekanntheit hat .com vor .net, .org und den länderspezifischen Domains eine große Popularität erreicht und ist seit Jahren die am häufigsten registrierte Top-Level-Domain. Im Februar 2012 hat .com als erste Top-Level-Domain die Marke von 100 Millionen registrierten Adressen überschritten, Mitte 2018 waren es schon 135,6 Millionen. Die hohe Verbreitung hat dazu geführt, dass kaum noch kurze und leicht zu merkende .com-Domains verfügbar sind. Das war einer der maßgeblichen Gründe für die ICANN, das Programm für neue generische Top-Level-Domains ins Leben zu rufen.
Domains mit der Endung .com gelten als überdurchschnittlich wertvoll und werden rege gehandelt. Besonders große Bekanntheit erreichte die Domain sex.com, die mehrfach den Inhaber gewechselt hat, zuletzt im Oktober 2010 für den Rekordpreis von 13 Millionen US-Dollar.